# Championnat d'Océanie de football des moins de 20 ans 1986
Navigation
Australie 1985 Fidji 1988
Le championnat d'Océanie de football des moins de 20 ans 1986 est la sixième édition du championnat de l'OFC des moins de 20 ans qui a eu lieu au Mount Smart Stadium d'Auckland en Nouvelle-Zélande du 17 au 26 octobre 1986. L'équipe d'Australie, double championne d'Océanie, remet son titre en jeu. Le vainqueur obtient une qualification automatique pour la prochaine Coupe du monde des moins de 20 ans, qui aura lieu au Chili en 1987, sans avoir à passer par le barrage intercontinental. 

## Équipes participantes
- Nouvelle-Zélande - Organisateur
- Australie - Tenant du titre
- Israël
- Fidji
- Taïwan

## Résultats
Les 5 équipes participantes sont réparties en une poule unique où chaque équipe rencontre ses adversaires une fois. À l'issue des rencontres, le premier de la poule se qualifie pour la Coupe du monde.
|   | Équipe           | Pts | J | G | N | P | BP | BC | Diff |
| - | ---------------- | --- | - | - | - | - | -- | -- | ---- |
| 1 | Australie        | 7   | 4 | 3 | 1 | 0 | 16 | 1  | +15  |
| 2 | Israël           | 6   | 4 | 2 | 2 | 0 | 11 | 3  | +8   |
| 3 | Nouvelle-Zélande | 3   | 4 | 0 | 3 | 1 | 1  | 4  | -3   |
| 4 | Taïwan           | 2   | 4 | 0 | 2 | 2 | 4  | 13 | -9   |
| 5 | Fidji            | 2   | 4 | 0 | 2 | 2 | 3  | 14 | -11  |

| 17 octobre 1986 | Australie        | 7 | 0 | Fidji            |
|                 | Nouvelle-Zélande | 1 | 1 | Israël           |
| 19 octobre 1986 | Taïwan           | 3 | 3 | Fidji            |
|                 | Australie        | 1 | 1 | Israël           |
| 21 octobre 1986 | Israël           | 4 | 0 | Fidji            |
|                 | Nouvelle-Zélande | 0 | 0 | Taïwan           |
| 23 octobre 1986 | Australie        | 5 | 0 | Taïwan           |
|                 | Nouvelle-Zélande | 0 | 0 | Fidji            |
| 26 octobre 1986 | Israël           | 5 | 1 | Taïwan           |
|                 | Australie        | 3 | 0 | Nouvelle-Zélande |

- L'Australie se qualifie pour la Coupe du monde des moins de 20 ans.

## Sources et liens externes
- (en) Feuilles de matchs et infos sur RSSSF